# Bundestagswahlkreis Dresden II
Der Bundestagswahlkreis Dresden II war von 1990 bis 2002 ein Wahlkreis in Sachsen. Er besaß die Nummer 319 und umfasste von der sächsischen Landeshauptstadt Dresden die früheren Stadtbezirke Mitte, Nord und West. Im Rahmen der Wahlkreisreform von 2002, bei der sich die Anzahl der Wahlkreise in Sachsen von 21 auf 17 reduzierte, wurde der Wahlkreis Dresden II - Meißen I gebildet, in dem der Wahlkreis Dresden II aufging.

## Wahlergebnisse

### Bundestagswahl 1998
| Kandidaten                     | Kandidaten                | Parteien/Listen     | Erststimmen | Erststimmen | Zweitstimmen | Zweitstimmen |
| Kandidaten                     | Kandidaten                | Parteien/Listen     | Stimmen     | %           | Stimmen      | %            |
| ------------------------------ | ------------------------- | ------------------- | ----------- | ----------- | ------------ | ------------ |
|                                | Arnold Vaatzgewählt im WK | CDU                 | 54.787      | 37,1        | 48.288       | 32,6         |
|                                | Helmut Grabowski          | SPD                 | 38.319      | 25,9        | 36.470       | 24,6         |
|                                | Christine Ostrowski       | PDS                 | 34.751      | 23,5        | 33.767       | 22,8         |
|                                | Stefan Schönfelder        | GRÜNE               | 9.381       | 6,3         | 11.624       | 7,8          |
|                                | Jan Mücke                 | F.D.P.              | 4.314       | 2,9         | 5.099        | 3,4          |
|                                | Ronald Galle              | BüSo                | 1.752       | 1,2         | 464          | 0,3          |
|                                | –                         | BFB – Die Offensive | –           | –           | 656          | 0,4          |
|                                | –                         | Chance 2000         | –           | –           | 699          | 0,5          |
|                                | –                         | DVU                 | –           | –           | 3.125        | 2,1          |
|                                | −                         | GRAUE               | –           | –           | 938          | 0,6          |
|                                | Wolfgang Schwarz          | REP                 | 4.522       | 3,1         | 2.163        | 1,5          |
|                                | –                         | Pro DM              | –           | –           | 3.292        | 2,2          |
|                                | −                         | NPD                 | –           | –           | 1.251        | 0,8          |
|                                | –                         | ödp                 | –           | –           | 201          | 0,1          |
|                                | −                         | PBC                 | –           | –           | 230          | 0,2          |
| Gesamt                         | Gesamt                    | Gesamt              | 147.826     | 100         | 148.267      | 100          |
|                                |                           |                     |             |             |              |              |
| Ungültige Stimmen              | Ungültige Stimmen         | Ungültige Stimmen   | 2.477       | 1,6         | 2.036        | 1,4          |
| Wähler                         | Wähler                    | Wähler              | 150.303     | 81,1        | 150.303      | 81,1         |
| Wahlberechtigte                | Wahlberechtigte           | Wahlberechtigte     | 185.341     |             | 185.341      |              |
|                                |                           |                     |             |             |              |              |
| Quellen: Der Bundeswahlleiter, |                           |                     |             |             |              |              |

### Bundestagswahl 1994
| Kandidaten                     | Kandidaten                   | Parteien/Listen   | Erststimmen | Erststimmen | Zweitstimmen | Zweitstimmen |
| Kandidaten                     | Kandidaten                   | Parteien/Listen   | Stimmen     | %           | Stimmen      | %            |
| ------------------------------ | ---------------------------- | ----------------- | ----------- | ----------- | ------------ | ------------ |
|                                | Johannes Nitschgewählt im WK | CDU               | 64.874      | 46,9        | 62.773       | 45,2         |
|                                | –                            | SPD               | 25.074      | 18,1        | 24.774       | 17,8         |
|                                | –                            | PDS               | 30.540      | 22,1        | 32.177       | 23,2         |
|                                | –                            | GRÜNE             | 9.850       | 7,1         | 10.200       | 7,3          |
|                                | –                            | F.D.P.            | 3.353       | 2,4         | 5.233        | 3,8          |
|                                | –                            | GRAUE             | 2.214       | 1,6         | 1.365        | 1,0          |
|                                | –                            | REP               | 1.633       | 1,2         | 1.610        | 1,2          |
|                                | –                            | MLPD              | –           | –           | 52           | 0,0          |
|                                | –                            | ÖDP               | –           | –           | 329          | 0,2          |
|                                | –                            | PBC               | –           | –           | 299          | 0,2          |
|                                | –                            | Wählergruppe      | 914         | 0,7         | –            | –            |
| Gesamt                         | Gesamt                       | Gesamt            | 138.452     | 100         | 138.812      | 100          |
|                                |                              |                   |             |             |              |              |
| Ungültige Stimmen              | Ungültige Stimmen            | Ungültige Stimmen | 1.704       | 1,2         | 1.344        | 1,0          |
| Wähler                         | Wähler                       | Wähler            | 140.156     | 72,2        | 140.156      | 72,2         |
| Wahlberechtigte                | Wahlberechtigte              | Wahlberechtigte   | 194.236     |             | 194.236      |              |
|                                |                              |                   |             |             |              |              |
| Quellen: Der Bundeswahlleiter, |                              |                   |             |             |              |              |

### Bundestagswahl 1990
| Kandidaten                  | Kandidaten                   | Parteien/Listen   | Erststimmen | Erststimmen | Zweitstimmen | Zweitstimmen |
| Kandidaten                  | Kandidaten                   | Parteien/Listen   | Stimmen     | %           | Stimmen      | %            |
| --------------------------- | ---------------------------- | ----------------- | ----------- | ----------- | ------------ | ------------ |
|                             | Johannes Nitschgewählt im WK | CDU               | 68.004      | 46,5        | 69.113       | 47,1         |
|                             | Renate Jäger                 | SPD               | 19.418      | 13,3        | 20.648       | 14,1         |
|                             | Ulrich Briefs                | PDS               | 20.874      | 14,3        | 20.589       | 14,0         |
|                             | −                            | DSU               | –           | –           | 1.889        | 1,3          |
|                             | Wolfgang Mischnick           | F.D.P.            | 19.734      | 13,5        | 15.990       | 10,9         |
|                             | Maria Gerloff                | GRÜNE             | 13.074      | 8,9         | 13.071       | 8,9          |
|                             | −                            | BSA               | –           | –           | 25           | 0,0          |
|                             | −                            | LIGA              | –           | –           | 446          | 0,3          |
|                             | Johanna Haase-Rieger         | DIE GRAUEN        | 4.112       | 2,8         | 3.081        | 2,1          |
|                             | –                            | REP               | –           | –           | 876          | 0,6          |
|                             | –                            | KPD               | –           | –           | 58           | 0,0          |
|                             | Ulrich Gawlitza              | NPD               | 1.139       | 0,8         | 614          | 0,4          |
|                             | –                            | ÖDP               | –           | –           | 217          | 0,1          |
|                             | –                            | Patrioten         | –           | –           | 20           | 0,0          |
|                             | –                            | SpAD              | –           | –           | 29           | 0,0          |
|                             | −                            | VAA               | –           | –           | 122          | 0,1          |
| Gesamt                      | Gesamt                       | Gesamt            | 146.355     | 100         | 146.788      | 100          |
|                             |                              |                   |             |             |              |              |
| Ungültige Stimmen           | Ungültige Stimmen            | Ungültige Stimmen | 2.484       | 1,7         | 2.051        | 1,4          |
| Wähler                      | Wähler                       | Wähler            | 148.839     | 74,1        | 148.839      | 74,1         |
| Wahlberechtigte             | Wahlberechtigte              | Wahlberechtigte   | 200.871     |             | 200.871      |              |
|                             |                              |                   |             |             |              |              |
| Quellen: Statistik Sachsen, |                              |                   |             |             |              |              |

## Wahlkreissieger
| Wahl | Name            | Partei | Erststimmen |
| ---- | --------------- | ------ | ----------- |
| 1998 | Arnold Vaatz    | CDU    | 37,1 %      |
| 1994 | Johannes Nitsch | CDU    | 46,9 %      |
| 1990 | Johannes Nitsch | CDU    | 46,2 %      |